# Парагвай на літніх Олімпійських іграх 1992
Парагвай брав участь у Літніх Олімпійських іграх 1992 року у Барселоні (Іспанія) ушосте за свою історію, але не завоював жодної медалі. Збірну країни представляли 3 жінки.